# Рогалево (Кирилловский район)
Рогалево — деревня в Кирилловском районе Вологодской области.
Входит в состав Николоторжского сельского поселения, с точки зрения административно-территориального деления — в Николо-Торжский сельсовет.
Расстояние по автодороге до районного центра Кириллова — 38 км, до центра муниципального образования Никольского Торжка — 13 км. Ближайшие населённые пункты — Курьяново, Гребенево, Кощеево.
По переписи 2002 года население — 3 человека.